# Godfred Hansen

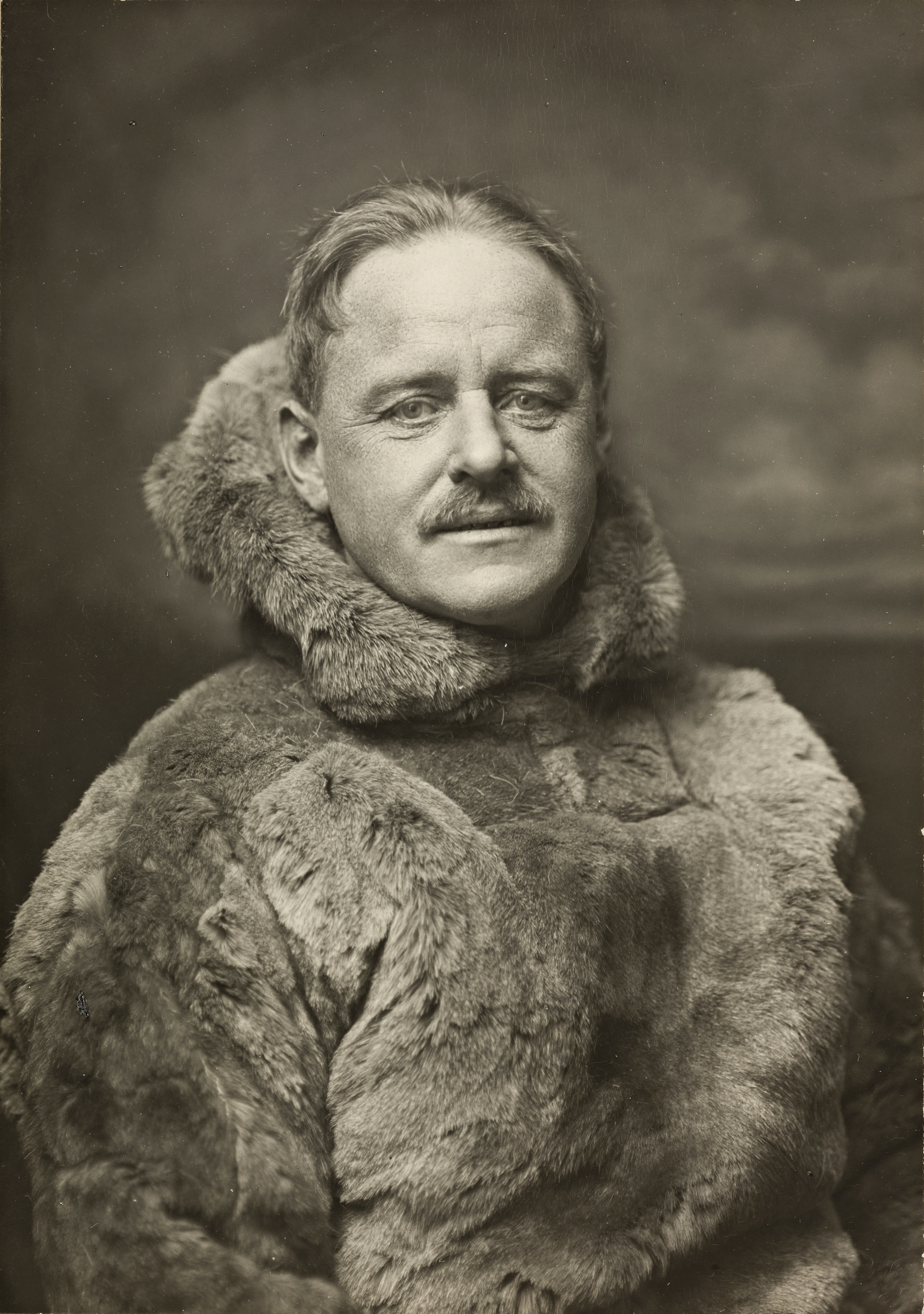
Godfred Hansen

Godfred Hansen (* 23. Februar 1876 in Kopenhagen; † 26. Mai 1937 ebenda) war ein dänischer Polarforscher und Marineoffizier. Von 1903 bis 1906 war er als Erster Offizier der Gjøa zugleich der Stellvertreter des Expeditionsleiters Roald Amundsen bei der erstmaligen Durchquerung der Nordwestpassage.

## Leben

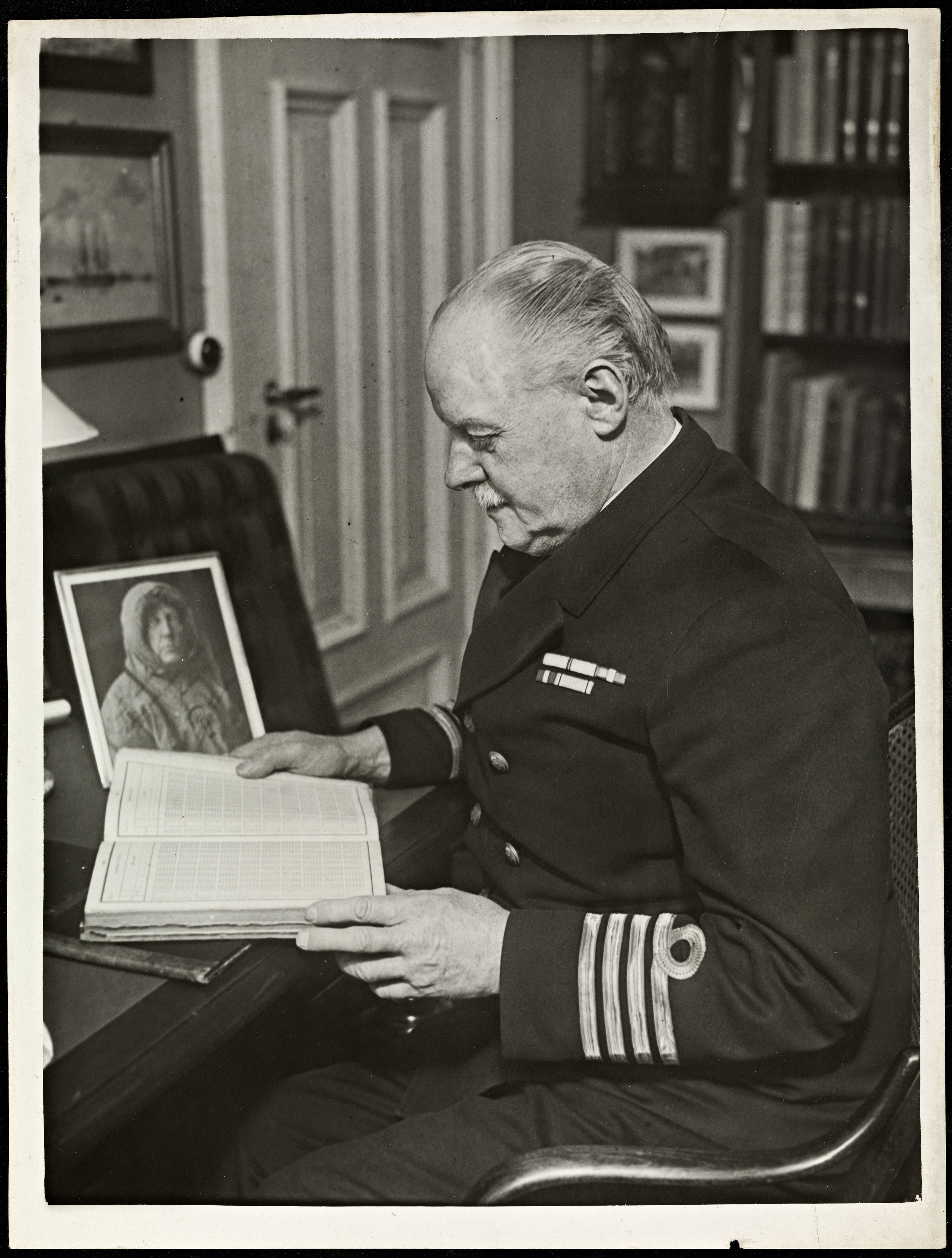
Porträtfoto Godfred Hansens (1937)

Godfred Hansen kam 1876 als viertes Kind des Juristen und konservativen Politikers Hans Nicolai Hansen (1835–1910) und dessen Frau Ovidia Hansen (1841–1924), geborene Rode, zur Welt. Er fuhr schon im 15. Lebensjahr zur See und schlug eine militärische Laufbahn bei der dänischen Marine ein. 1893 wurde er Kadett, 1897 Leutnant und 1902 Premierleutnant. Als er Roald Amundsen kennenlernte, hatte er bereits mehrere Fahrten nach Island und den Färöern mitgemacht.
Es ist Fridtjof Nansens Einfluss zuzuschreiben, dass Hansen von 1903 bis 1906 beurlaubt wurde, um an Amundsens Expedition mit der Gjøa teilzunehmen, die die Auffindung des arktischen Magnetpols und die erstmalige Durchquerung der Nordwestpassage zum Ziel hatte. Als Erster Offizier des Schiffs war er der Zweitkommandierende an Bord. Daneben nahm er die Aufgaben des Astronomen, Geologen und Fotografen wahr und führte meteorologische und erdmagnetische Arbeiten aus. Auf einer ausgedehnten Schlittenreise mit Peder Ristvedt, die vom 2. April bis 23. Juni 1905 dauerte, erforschte und kartierte er die noch unbekannte Ostküste der Victoria-Insel zwischen dem 70. und 72. Breitengrad. Nachdem Amundsen die Gjøa am 5. September 1906 in Nome in Alaska verlassen hatte, übernahm Hansen die Führung des Schiffs auf der Fahrt nach San Francisco.
Nach seiner Rückkehr aus der Arktis setzte Hansen seine militärische Laufbahn fort. Von 1911 bis 1912 tat er als Erster Offizier auf dem Schoner Ingolf in Dänisch-Westindien Dienst, wo er die Küsten von Saint John und Saint Thomas neu vermaß. Wieder in Kopenhagen heiratete er am 9. Mai 1912 die Witwe Johanne Ane Sofie Petersen (1864–1918), geborene Plum. Von 1912 bis 1914 fuhr er auf dem Postdampfer zwischen Dänemark und Island. 1914 wurde er zum Hauptmann befördert, und ab 1915 befehligte er das Torpedoboot Tumleren. 1918 wurde er Erster Offizier auf dem Küstenpanzerschiff Peder Skram. Vom 1. November 1918 bis zum 15. November 1929 war er Adjutant des dänischen Königs Christian X.
Hansen ließ sich 1919 erneut beurlauben und leitete bis 1920 die Dritte Thule-Expedition nach Westgrönland und zur Ellesmere-Insel. Im Auftrag der norwegischen Regierung transportierte er Versorgungsgüter mit Hundeschlitten von Thule bis zur Nordküste der Ellesmere-Insel, wo er bei Fort Conger sowie am Kap Columbia und Kap Richardson Depots für Amundsens Drift-Expedition mit der Maud anlegte.
Am 13. Mai 1922 heiratete der inzwischen verwitwete Hansen in zweiter Ehe die ebenfalls verwitwete Anna Fischer-Jacobsen (1871–1964), geborene Vieweg. Am 1. Januar 1923 wurde er zum Orlogskaptajn befördert und erhielt das Kommando über den Geschützten Kreuzer Gejser. Am 25. Mai 1923 sollte einer Gruppe von Kommandanten und Offizieren auf dem Schiff ein neuer Rauchschleier-Generator vorgeführt werden. Dabei kam es zur Explosion des verwendeten Phosphors, die einen Offizier das Leben kostete und 55 andere verletzte. Godfred Hansen gehörte zu den Schwerverletzten und wurde in das nahegelegene Garnisonskrankenhaus von Vordingborg eingeliefert. Nach seiner Genesung wurde ihm 1924 das Kommando über den Kreuzer Hejmdal übertragen, der als Kadettenschulschiff in Gebrauch war. 1926 befehligte er das Artillerieschiff Niels Juel auf der Reise des Königs auf die Färöer. 1927 wurde er zum Kommandørkaptajn und 1931 zum Kommandør befördert. Ab 1930 leitete er die Kadettenschule in Kopenhagen, und 1931 befehligte er die Niels Juel auf einer Ausbildungsfahrt nach Konstantinopel und Odessa. Er starb 1937 mit 61 Jahren im Rang eines Konteradmirals. Die Beisetzung erfolgte auf dem Holmens Kirkegård in der dänischen Hauptstadt Kopenhagen.
Godfred Hansen spielte in der dänischen Gesellschaft eine aktive Rolle. Schon in jungen Jahren war er korrespondierendes Mitglied der Norwegischen Geographischen Gesellschaft. Von 1926 bis zu seinem Tod stand er dem Komitee für den Erhalt der Fregatte Jylland vor, die heute als Museumsschiff in Ebeltoft zu besichtigen ist. 1934 wurde er Vorstandsvorsitzender der dänischen Luftverkehrsgesellschaft (Det Danske Luftfartselskab).

## Ehrungen

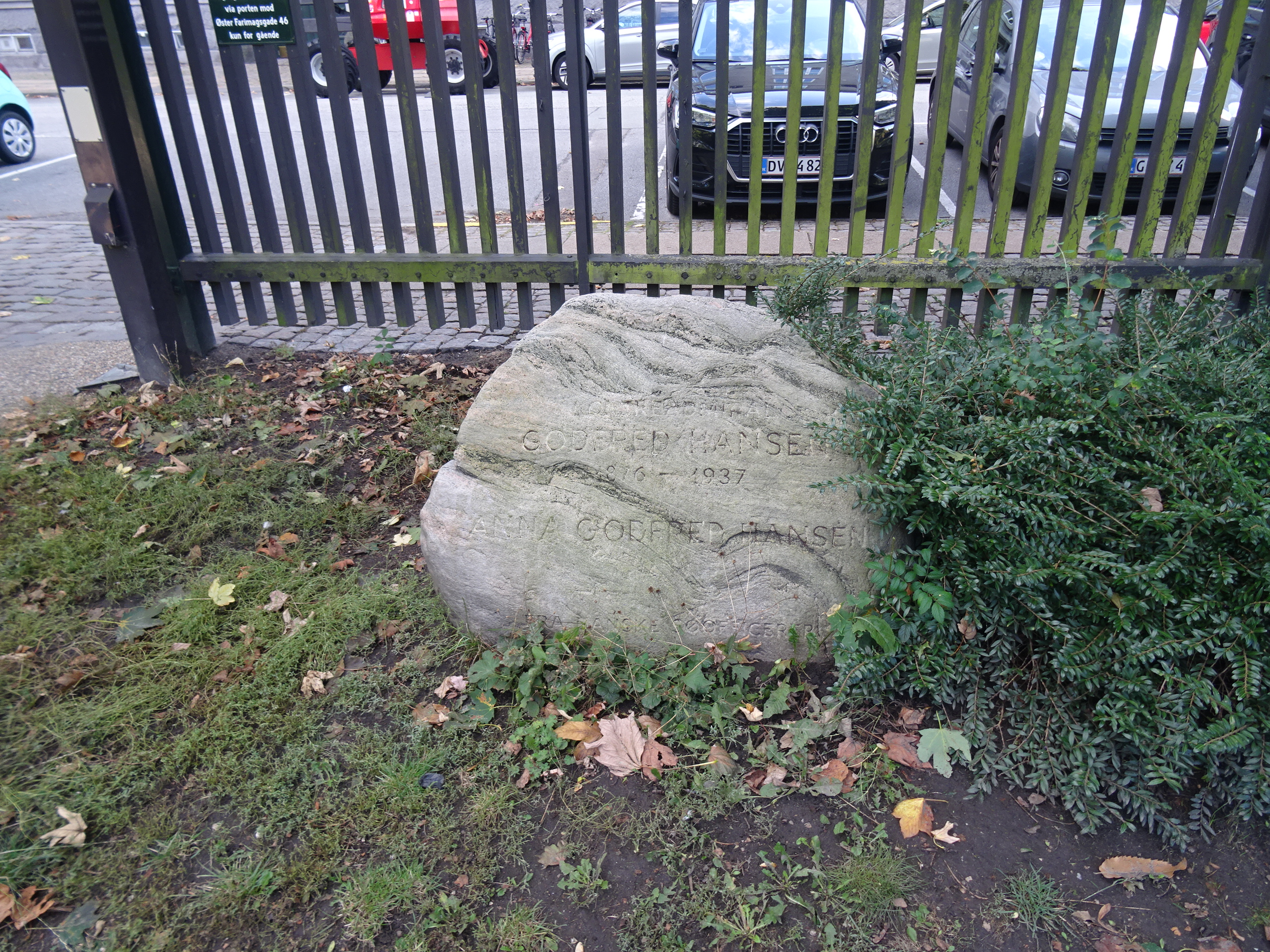
Die Grabstätte von Godfred Hansen in Kopenhagen.

Nach Godfred Hansen sind die folgenden geographischen Objekte benannt:
- die 115 km² große Insel Godfred Hansen Ø (76° 27′ N, 20° 55′ W) vor der Ostküste Grönlands[15]
- Kap Godfred Hansen (80° 53′ N, 64° 51′ W) auf Grönland[16]
- Kap Godfred Hansen (71° 27′ N, 21° 43′ W) in Ostgrönland[17]
- Kap Godfred Hansen (70° 17′ N, 86° 59′ W) auf der Baffin-Insel[18]
- Hansen Point (82° 30′ N, 82° 33′ W) auf der Ellesmere-Insel[19]

Er erhielt die folgenden Medaillen und Orden:
- dänische Verdienstmedaille in Gold (1906)[10]
- Ritter des Dannebrogordens (1919)[10]
- Kommandeur des Dannebrogordens (1933)[10]

## Schriften (Auswahl)
- Plan til en Ekspedition til Coronation-Golf, 1909 (PDF; 460 kB)
- Polarforskningen, dens formaal og dens historie, 1909
- Red Vestindien. Et Forslag i den 11 Time, 1911
- Den norske Gjøa-Ekspedition til den magnetiske Nordpol og gennem Nordvestpassagen, 1903–06, 1912
- Den tredje Thule Ekspedition. Norges depotekspedition til Kaptajn Roald Amundsen, 1921 (PDF; 808 kB)
- Roald Amundsen og Nordpolen, 1925 (PDF; 794 kB)
- Beretningen om, hvorledes Fregatten „Jylland“ denne Gang blev reddet fra Ophugning, 1928
- Kongerejsen til Færøerne og Island, 1931